# 伊拉库博
伊拉库博（法語：Iracoubo，法語發音：[iʁakubo]）是法国海外省法属圭亚那的一个市镇，属于卡宴区。该市镇总面积为2,762平方千米，是法国面积第九大市镇。

## 地理
伊拉库博（5°28'48"N, 53°12'20"W）面积2,762平方千米，位于法国海外省法属圭亚那。
与伊拉库博接壤的市镇（或旧市镇、城区）包括：馬納、锡纳马里、圣埃利。
伊拉库博的时区为UTC−03:00。

## 行政
伊拉库博的邮政编码为97350，INSEE市镇编码为97303。

## 政治
伊拉库博的现任市长为塞利娜·雷吉斯（Céline Régis）女士，任期为2020-2026年。

## 人口

1962-2008年间伊拉库博人口变化图示

伊拉库博于2022年1月1日时的人口数量为1685人。